# Pepingen
Pepingen est une commune néerlandophone de Belgique située en Région flamande, dans la province du Brabant flamand.
Elle est née de la fusion des anciennes communes de Pepingen, de Bogaarden, d'Haute-Croix (en néerlandais : Heikruis), d'Elingen, de Brages (en néerlandais : Beert) et de Bellingen.
Elle fait partie du Pajottenland.

## Sections de la commune
| # | Section   | Superf. (km²) | Habitants (2020) | Habitants par km² | Code INS |
| - | --------- | ------------- | ---------------- | ----------------- | -------- |
| 1 | Pepingen  | 13,18         | 1.623            | 123               | 23064A   |
| 2 | Beert     | 3,03          | 507              | 167               | 23064C   |
| 3 | Bellingen | 3,99          | 750              | 188               | 23064D   |
| 4 | Bogaarden | 5,02          | 459              | 91                | 23064E   |
| 5 | Elingen   | 3,01          | 436              | 145               | 23064B   |
| 6 | Heikruis  | 7,69          | 762              | 99                | 23064F   |

### Localités
- Pepingen: Beringen et Kestergat.

## Histoire
Le manoir de Kastergat était la possession de la famille d'Enghien, qui donna son blason à la ville. À partir de Colart d'Enghien se fonda la branche des Enghien-Kastergat.

## Héraldique
|  | La commune possède des armoiries qui lui ont été octroyées le 1er mars 1962 et à nouveau le 2 décembre 1985. Elles sont inspirées des anciens sceaux connus de 1598 à la fin du XVIIe siècle. Les sceaux représentent Saint Martin de Tours, le saint patron local derrière le bouclier des seigneurs d’Edingen. La région a appartenu aux seigneurs d'Edingen de 1256 à 1415 . Blasonnement : Gironné d'argent et de sable de 10 pièces, chaque deuxième pièce chargée de 3 croix recroisetées au pied fiché d'or (qui est d'Enghien), l'écu brochant sur un Saint Martin du même. - Délibération communale : 28 novembre 1985 - Arrêté de l'exécutif de la communauté : 2 décembre 1985 - Moniteur belge : 8 juillet 1986 Source du blasonnement : Heraldy of the World. |

## Démographie

### Démographie: avant la fusion des communes
- Source : DGS recensements population.

### Démographie: commune fusionnée
En tenant compte des anciennes communes entraînées dans la fusion de communes de 1977, on peut dresser l'évolution suivante :
Les chiffres des années 1831 à 1970 tiennent compte des chiffres des anciennes communes fusionnées.
- Source : DGS, de 1831 à 1981 = recensements population ; à partir de 1990 = nombre d'habitants chaque 1er janvier.[3]